# Lough Lene
Lough Lene (irisch Loch Léinn) ist ein See im nördlichen County Westmeath in Irland. 
Er befindet sich nahe den Ortschaften Castlepollard, Collinstown und Fore, etwa 12 Meilen (19 km) nordöstlich von Mullingar, der Hauptstadt von Westmeath und größten Ortschaft der Irischen Midlands.
Der Gletscherrandsee hat eine Fläche von 5 km² (500 Hektar). Er befindet sich ca. 97 Meter über dem Meeresspiegel. Im See befinden sich drei Inseln: Nun’s Island (Oileán na gCailleach Dubh), Castle Island (Oileán an Chaisleáin) und Turgesius Island.
Der See wurde besonders bekannt durch den archäologischen Fund der Glocke von Lough Lene. 